# Emma Morano
Emma Martina Luigia Morano Martinuzzi (Civiasco, 1899. november 29. – Verbania, 2017. április 15.) olasz korrekorder, a világ legidősebb embere volt. Ő volt a leghosszabb ideig élt olasz, a második valaha élt legidősebb európai (Jeanne Calment után), és az utolsó ember, aki az 1800-as években született. Halálakor egyike volt a valaha élt öt legidősebb embernek, de azóta az őt követő három rekorder, Violet Brown Tadzsima Nabi és Tanaka Kane is megelőzték.

## Élete
Emma Martina Luigia Morano 1899. november 29-én született Olaszország Piemont régiójában, a Vercelli tartományhoz tartozó Civiascóban, Giovanni Morano és Matilde Bresciani nyolc gyermeke közül elsőként. Négy húga és három öccse született. Családtagjai közt sokan értek el magas kort: anyja, egy nagynénje és több testvére is éltek még 90 évesen, egyik húga, Angela Morano (1908–2011) százkét évesen hunyt el.
Még gyermek volt, amikor a család, az apa munkája miatt, a Sesia-völgyből Ossolába költözött, itt azonban olyan egészségtelen volt az éghajlat, hogy egy orvos javaslatára melegebb vidékre költöztek, a Lago Maggiore partján lévő Pallanzába, ahol Emma Morano haláláig élt (a település 1939-ben beolvadt Verbaniába). 1926 októberében házasságot kötött Giovanni Martinuzzival (1901–1978), és 1937-ben megszületett egyetlen gyermekük, egy kisfiú, aki hat hónaposan meghalt. A házasság nem volt boldog, és Morano 1938-ban különvált férjétől, akit kiüldözött a házukból. Ennek ellenére hivatalosan házasok voltak, egészen a férfi 1978-ban bekövetkezett haláláig.
Morano 1954-ig a városában lévő Maioni Üzem nevű jutagyárban dolgozott, később pedig egy pallanzai marianista kollégium, a Collegio Santa Maria konyháján dolgozott 75 éves koráig, amikor nyugdíjba vonult.
Száztizenötödik születésnapján még mindig régi otthonában élt, egyedül. Mikor a hosszú élet titkáról kérdezték, azt mondta, naponta megeszik három nyers tojást, házipálinkát iszik és néha csokoládét is fogyaszt, valamint, ami a legfontosabb, pozitívan tekint a jövőre. Egy másik interjúban azt mondta, a hosszú élet titka a nyers tojás és az, hogy egyedülálló.
2011-ben meglátogatta George Church a Harvard orvosi karáról, aki világméretű kutatásban foglalkozott a hosszú élet titkával.
2011 decemberében Giorgio Napolitano elnök az Olasz Köztársaság Becsületrendjével  tüntette ki.
2013. április 2-án, Maria Redaelli halálával Morano lett Olaszország és egyben Európa legidősebb élő embere. Száztizennegyedik születésnapja alkalmával rövid tévéinterjút adott élőben a RAI tévécsatorna egyik műsorában. Száztizenhatodik születésnapján Ferenc pápa is gratulált neki.
2016. május 12-én, az amerikai Susannah Mushatt Jones halálával Morano lett a világ legidősebb élő embere, egyben az utolsó, aki még az 1800-as években született.
Verbaniai otthonában halt meg 2017. április 15-én, 117 évesen. Az övé az ötödik leghosszabb, bizonyítható élettartam a történelemben. Ő volt az utolsó ismert személy, aki az 1800-as években született. Halála után a jamaicai Violet Brown lett a világ legidősebb embere, Brown 101 nappal fiatalabb Moranónál, és egyike az utolsó két embernek, aki még a 19. században született.